# Кичи-Жайылма
Кичи-Жайылма (кирг. Кичи-Жайылма) — село в Чон-Алайском районе Ошской области Кыргызстана. Входит в состав Кашка-Сууского айылного аймака.

## География
Село расположено в юго-западной части области, на правом берегу реки Кызылсу, на расстоянии приблизительно 34 километров (по прямой) к востоко-северо-востоку от села Дараут-Курган, административного центра района.

## История
Населённый пункт получил статус села согласно Закону Кыргызской Республики "Об отнесении некоторых населённых пунктов Баткенской, Джалал-Абадской, Нарынской и Ошской областей Кыргызской Республики к категории айыла (села)" от 21 апреля 2020 года.

## Население
Согласно оценочным данным Национального статистического комитета Кыргызской Республики, численность населения села на начало 2023 года составляла 187 человек.
| год     | 2021 | 2023 |
| ------- | ---- | ---- |
| человек | 189  | 187  |